# Xiajiang
Xiajiang, tidigare romaniserat Siakiang, är ett härad som lyder under Ji'ans stad på prefekturnivå i Jiangxi-provinsen i sydöstra Kina. Det ligger omkring 140 kilometer sydväst om provinshuvudstaden Nanchang.

## Källa
1. ↑  ”worldpostmarks.net”. Arkiverad från originalet den 2 januari 2015. https://web.archive.org/web/20150102101710/http://worldpostmarks.net/HTML%20Countries/china.htm. Läst 23 mars 2015.